# Wimsheim
Wimsheim – miejscowość i gmina w Niemczech, w kraju związkowym Badenia-Wirtembergia, w rejencji Karlsruhe, w regionie Nordschwarzwald, w powiecie Enz, wchodzi w skład związku gmin Heckengäu. Leży w Heckengäu, nad rzeką Kreubach, ok. 10 km na wschód od Pforzheim, przy autostradzie A8.

## Demografia
- 1648: 12 (na skutek wojny trzydziestoletniej)
- 1654: 67
- 1945: około 850
- 1950: około 1 100
- 2005: 2 688